# Legend of Dynamic Goushouden: Houkai no Rondo
Legend of Dynamic Goushouden: Houkai no Rondo è un videogioco di ruolo sviluppato dalla Will e pubblicato per Game Boy Advance dalla Banpresto nel 2003. Il videogioco è ispirato ai manga di Gō Nagai e comprende personaggi da Devilman, Mazinger, Violence Jack, Cutey Honey e altri.